# دوروثي دوفي
دوروثي دوفي (بالإنجليزية: Dorothy Duffy)‏ هي ممثلة بريطانية، ولدت في القرن العشرين.

## أعمال

### أفلام
- (2002) راهبات مجدلين[2]

## وصلات خارجية
- دوروثي دوفي على موقع IMDb (الإنجليزية)
- دوروثي دوفي على موقع قاعدة بيانات الفيلم (الإنجليزية)